# 圣日尔达代布瓦
圣日尔达代布瓦（法語：Saint-Gildas-des-Bois，法語發音：[sɛ̃ ʒilda de bwa] ⓘ），法国大西洋卢瓦尔省的一个市镇，位于该省西北部，属于圣纳泽尔区，其市镇面积为33.42平方公里，2022年1月1日时人口数量为3,790人。
圣日尔达代布瓦是蓬沙托-圣日尔达代布瓦地区市镇公共社区的组成部分，位于萨沃奈－朗迪维肖铁路线上，因出产同名奶酪而闻名。

## 地名
“代布瓦”（-des-Bois）在法语中意为“树林的”。
该地在《世界地名翻译大辞典》中被翻译为“圣日尔达德布瓦”。

## 行政
圣日尔达代布瓦的邮政编码为44530，INSEE市镇编码为44161。

## 地理

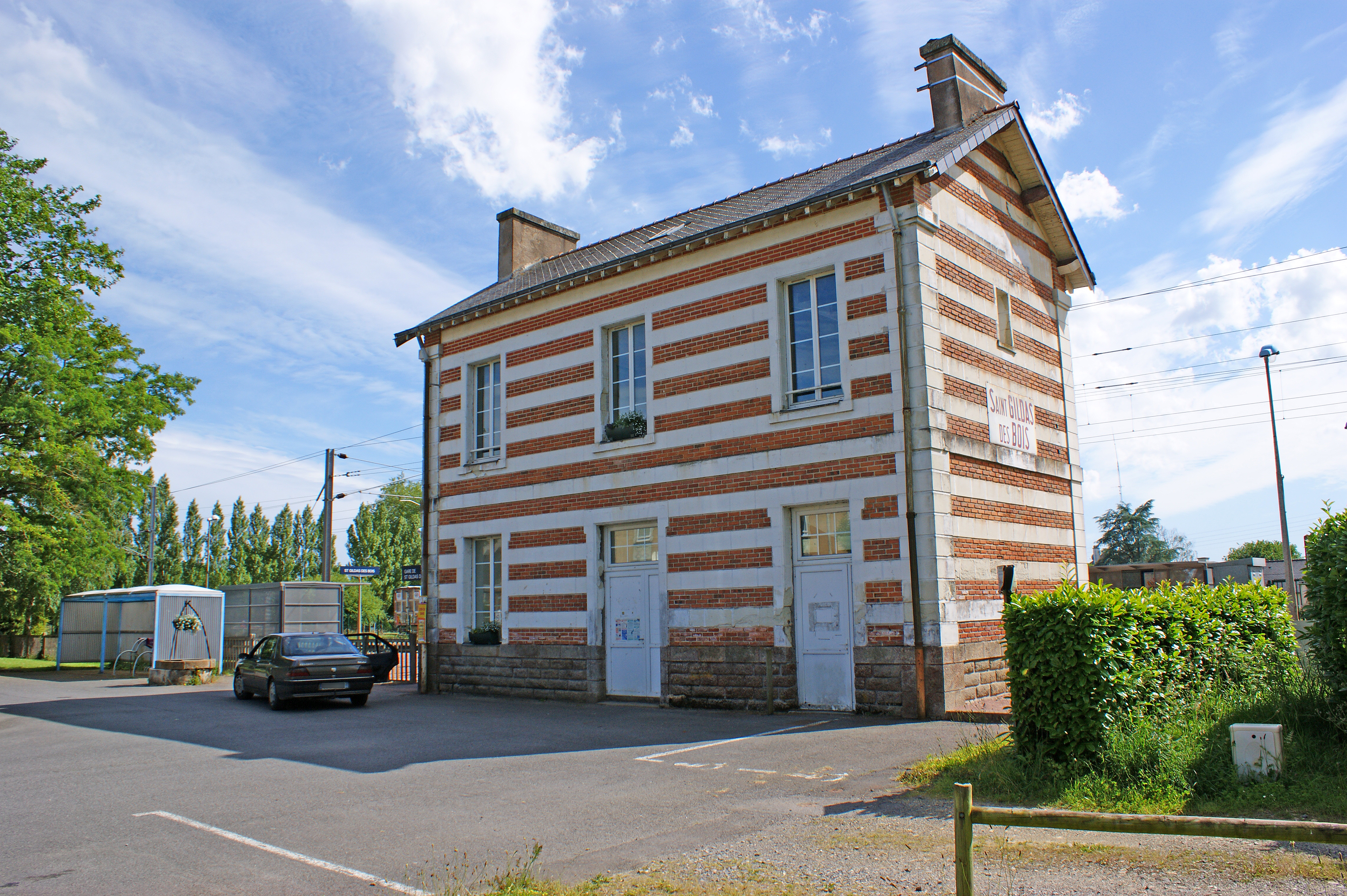
圣日尔达代布瓦火车站

圣日尔达代布瓦（47°30'59"N, 2°2'18"W）位于法国西北部，卢瓦尔河地区大区西部和大西洋卢瓦尔省西北部，距离省会南特大约56公里。
与圣日尔达代布瓦接壤的市镇包括：德雷费阿克、冈鲁埃特、米西亚克、蓬沙托、塞韦拉克。
圣日尔达代布瓦境内地势平坦，海拔在1至74米之间。
按照柯本气候分类法，圣日尔达代布瓦属于较为典型的温带海洋性气候，全年温差较小，降水分布均匀。

## 历史
圣日尔达代布瓦历史上长期为普通乡村，工业革命期间萨沃奈－朗迪维肖铁路由此经过，二战后期曾为联军的重要驻扎地。

## 交通
大西洋卢瓦尔省省道D2线、D17线和D773线等经过圣日尔达代布瓦境内。大西洋卢瓦尔省城际客运T5线经过圣日尔达代布瓦境内并设有站点。

## 人口
| 年份   | 1936  | 1946  | 1954  | 1962  | 1968  | 1975  | 1982  | 1990  | 1999  | 2004  | 2009  | 2014  | 2017  |
| ------ | ----- | ----- | ----- | ----- | ----- | ----- | ----- | ----- | ----- | ----- | ----- | ----- | ----- |
| 人口數 | 2 112 | 2 385 | 2 551 | 2 659 | 2 510 | 2 521 | 2 997 | 3 126 | 3 062 | 3 204 | 3 429 | 3 701 | 3 774 |

## 人物
法国政治家，前大西洋卢瓦尔省委员会主席安德烈·特里亚尔先生出生于圣日尔达代布瓦。